# Réserve naturelle d'Elva
La Réserve naturelle d'Elva  est une aire protégée norvégienne qui est située dans le municipalité de Larvik, dans le comté de Vestfold.

## Description
La réserve naturelle de 0,098 km2 a été créée en 1980.
C'est une grande tourbière plate qui reçoit de l'eau à la fois des précipitations et du sol environnant. La teneur en éléments nutritifs du sol environnant détermine la diversité des espèces végétales sur une tourbière plate. Si l'apport de nutriments est faible, la diversité sera faible. La rivière a peu de diversité d'espèces et est donc qualifiée de marais pauvre.
Certaines parties du marais sont un type de transition vers la forêt marécageuse, principalement avec des occurrences de salicaire commune, de typhaceae et d'iris pseudacorus.